# 1783 Albitskij
Albitskij (asteróide 1783) é um asteróide da cintura principal com um diâmetro de 21,36 quilómetros, a 2,3002944 UA. Possui uma excentricidade de 0,1352813 e um período orbital de 1 584,75 dias (4,34 anos).
Albitskij tem  uma inclinação de 11,51413º.
Esse asteróide foi descoberto em 24 de Março de 1935 por Grigory Neujmin.